# Fiorenzo il Nero
Fiorenzo, detto il Nero; in olandese Floris de Zwarte (1115 circa – Utrecht, 22 ottobre 1133), fu conte di Frisia per circa un anno in contrapposizione al fratello Teodorico VI.

## Origine
Sia secondo il capitolo n° 49a della Chronologia Johannes de Beke, che secondo gli Annales Egmundani, era il figlio secondogenito dell'ottavo Conte d'Olanda, Fiorenzo II e della moglie, Gertrude o Petronilla di Lorena, che era la figlia secondogenita di Teodorico II, duca dell'Alta Lorena e della prima moglie, Edvige di Formbach, che era vedova di Gerardo di Supplimburgo. Infatti sempre il capitolo n° 49a della Chronologia Johannes de Beke, che la cita col nome di Petronilla, specifica che era la sorellastra uterina del futuro Rex Romanorum e poi Imperatore, Lotario II di Supplimburgo (Petronillam Lotharii cesaris sororem).
Fiorenzo II d'Olanda, secondo il capitolo n° 48b della Chronologia Johannes de Beke era il figlio primogenito dell'ottavo Conte d'Olanda, Teodorico V e della moglie, Otelinda (ca. 1054- ca. 1125), che come ci conferma ancora il capitolo n° 48b della Chronologia Johannes de Beke, era originaria della Sassonia, per la precisione la cita come figlia del prepotente duca di Sassonia (Otihildim filiam prepotentis ducis Saxonie), mentre gli Annales Egmundani confermano il matrimonio senza specificare gli ascendenti di Otelinda.

## Biografia

Armi dei Conti d'Olanda

Suo padre, Fiorenzo II morì nel 1121, come confermano gli Annales Egmundani: il conte Fiorenzo (Florentius crassus comes filius Theoderici quinti) morì il 2 marzo (VI Nona Martii); mentre il capitolo n° 51 della Chronologia Johannes de Beke, riporta che Fiorenzo (Florencius comes Hollandie, confrater ecclesie Traiectensis) morì, il 2 marzo (vi nona marcii), del 1121, continuando che Fiorenzo fu inumato nell'abbazia di Egmond. Anche la Beka's Egmondsch Necrologium, in Oppermann, O. (1933) Fontes Egmundenses a pagina 108, riporta l'anno ed il giorno della morte di Fiorenzo (non consultata).
A Fiorenzo II succedette il figlio primogenito, Teodorico, che divenne teodorico VI, conte d'Olanda, come ci conferma il capitolo n° 52 della Chronologia Johannes de Beke, con la reggenza della madre, Petronilla (Gertrude).
Fiorenzo viene citato, per la prima volta, nel documento n° 305 del Niederrheins Urkundenbuch dell'otto marzo 1129, in cui figura come testimone (Florentius de Hollandie) di una conferma di proprietà fatta da suo zio, il Re di Germania, Lotario II di Supplimburgo.
Negli Annales Egmundani, Fiorenzo viene descritto come un uomo di ingegno acuto, desideroso di gloria, dal facile eloquio, simpatico a tutti, giovani, vecchi ed ecclesiastici, ma violento contro i suoi nemici; inoltre viene aggiunto che godeva dei favori della madre, Petronilla, che governava la contea, trascurando il fratello. Nel 1132 gli abitanti della Frisia si ribellarono al conte d'Olanda, il fratello di Fiorenzo, Teodorico VI e, approfittando della rivalità tra i fratelli, inviarono messaggeri a Fiorenzo, con la promessa di consegnargli tutta la Fresia, affinché passasse dalla loro parte e li guidasse; il giovane Fiorenzo accettò e combatté per circa un anno coi Frisoni, portando devastazioni e lutti.
Secondo il capitolo n° 53b della Chronologia Johannes de Beke, nel 1133, Fiorenzo guidava la ribellione dei Frisoni, che durava da circa un anno, ed ora aveva organizzato una spedizione contro Harlem e poi si era ritirato in Frisia; il conte Teodorico reagì e col suo esercito attaccò i Frisoni prendendo molti ostaggi.
Allora intervenne il re Lotario II, zio di entrambi, che riuscì a ristabilire la pace tra i fratelli; secondo gli Annales Egmundani, il re di Germania, Lotario II, riuscì a ristabilire la pace tra Fiorenzo il Nero e Teodorico VI, ancora nel 1132.
Sempre secondo il capitolo n° 53b della Chronologia Johannes de Beke, in quello stesso anno poco dopo aver fatto la pace, Fiorenzo si ribellò al fratello una seconda volta, ma poco dopo morì; secondo gli Annales Egmundani, Fiorenzo fu fatto assassinare dal fratello Teodorico, il 7 novembre del 1133 (Florentius niger comes 7 idus novembris occisus est, frater Theoderici comes); anche l'Annalista Saxo riporta la morte di Fiorenzo, nel 1033, dicendo che fu ucciso da Goffredo e Ermanno di Kuc, nei pressi di Utrecht (consobrinus inperatoris Lotharii Florentius, filius Florentii comitis de provincial Hollant, occiditur Traiecti a Godofrido et fratre eius Herimanno de Kuc). Anche la Beka's Egmondsch Necrologium, in Oppermann, O. (1933) Fontes Egmundenses a pagina 108, riporta l'anno ed il giorno in cui Fiorenzo fu ucciso nei pressi di Utrecht e che fu sepolto nell'abbazia di Rijnsburg (non consultata).
Nel 1949, il professore Willem Glasbergen, archeologo olandese compì degli scafi sul sito dell'Abbazia di Rijnsburg e pare abbia trovato i resto di Fiorenzo il Nero. Da un esame dei resti pare che l'età dello scheletro sia di circa trent'anni, cioè dieci in più di quelli che avrebbe dovuto avere Fiorenzo al momento della morte.

## Discendenza
Di Fiorenzo il Nero non si conosce il nome di un'eventuale moglie, né si ha notizia di eventuali discendenti.

## Ascendenza
|                        |                   |                          | Genitori                 |  |  | Nonni |  |  | Bisnonni            |  |  | Trisnonni              |  |
|                        |                   |                          |                          |  |  |       |  |  | Fiorenzo I d'Olanda |  |  | Teodorico III d'Olanda |  |
|                        |                   |                          |                          |  |  |       |  |  | Fiorenzo I d'Olanda |  |  | Teodorico III d'Olanda |  |
|                        |                   | Otelinda di Sassonia     |                          |  |  |       |  |  | Fiorenzo I d'Olanda |  |  |                        |  |
| Teodorico V d'Olanda   |                   |                          |                          |  |  |       |  |  | Fiorenzo I d'Olanda |  |  |                        |  |
|                        |                   | Gertrude Billung         | Bernardo II di Sassonia  |  |  |       |  |  |                     |  |  |                        |  |
|                        |                   | Gertrude Billung         | Bernardo II di Sassonia  |  |  |       |  |  |                     |  |  |                        |  |
|                        |                   | Gertrude Billung         | Eilika di Schweinfurt    |  |  |       |  |  |                     |  |  |                        |  |
| Fiorenzo II d'Olanda   |                   | Gertrude Billung         |                          |  |  |       |  |  |                     |  |  |                        |  |
|                        |                   | …                        | …                        |  |  |       |  |  |                     |  |  |                        |  |
|                        |                   | …                        | …                        |  |  |       |  |  |                     |  |  |                        |  |
|                        |                   | …                        | …                        |  |  |       |  |  |                     |  |  |                        |  |
| Otelinda di Sassonia   |                   | …                        |                          |  |  |       |  |  |                     |  |  |                        |  |
|                        |                   | …                        | …                        |  |  |       |  |  |                     |  |  |                        |  |
|                        |                   | …                        | …                        |  |  |       |  |  |                     |  |  |                        |  |
|                        |                   | …                        | …                        |  |  |       |  |  |                     |  |  |                        |  |
| Fiorenzo il Nero       |                   | …                        |                          |  |  |       |  |  |                     |  |  |                        |  |
|                        | Gerardo di Lorena | Gerardo IV di Metz       |                          |  |  |       |  |  |                     |  |  |                        |  |
|                        | Gerardo di Lorena | Gerardo IV di Metz       |                          |  |  |       |  |  |                     |  |  |                        |  |
|                        | Gerardo di Lorena | Gisela di Franconia      |                          |  |  |       |  |  |                     |  |  |                        |  |
| Teodorico II di Lorena | Gerardo di Lorena |                          |                          |  |  |       |  |  |                     |  |  |                        |  |
|                        |                   | Edvige di Namur          | Alberto I di Namur       |  |  |       |  |  |                     |  |  |                        |  |
|                        |                   | Edvige di Namur          | Alberto I di Namur       |  |  |       |  |  |                     |  |  |                        |  |
|                        |                   | Edvige di Namur          | Ermengarda di Lotaringia |  |  |       |  |  |                     |  |  |                        |  |
| Petronilla di Lorena   |                   | Edvige di Namur          |                          |  |  |       |  |  |                     |  |  |                        |  |
|                        |                   | Federico di Formbach     | …                        |  |  |       |  |  |                     |  |  |                        |  |
|                        |                   | Federico di Formbach     | …                        |  |  |       |  |  |                     |  |  |                        |  |
|                        |                   | Federico di Formbach     | …                        |  |  |       |  |  |                     |  |  |                        |  |
| Edvige di Formbach     |                   | Federico di Formbach     |                          |  |  |       |  |  |                     |  |  |                        |  |
|                        |                   | Gertrude di Haldensleben | Corrado di Haldensleben  |  |  |       |  |  |                     |  |  |                        |  |
|                        |                   | Gertrude di Haldensleben | Corrado di Haldensleben  |  |  |       |  |  |                     |  |  |                        |  |
|                        |                   | Gertrude di Haldensleben | …                        |  |  |       |  |  |                     |  |  |                        |  |
|                        |                   | Gertrude di Haldensleben |                          |  |  |       |  |  |                     |  |  |                        |  |